# ドラゴンクエスト25周年記念 ファミコン&スーパーファミコン ドラゴンクエストI・II・III
『ドラゴンクエスト25周年記念 ファミコン&スーパーファミコン ドラゴンクエストI・II・III』（ドラゴンクエストにじゅうごしゅうねんきねん ファミコンアンドスーパーファミコン ドラゴンクエストワン・ツー・スリー）は、2011年9月15日にスクウェア・エニックスから発売されたWii用ゲームソフト。

## 概要
ドラゴンクエスト25周年記念として、ドラゴンクエストシリーズのうち、過去の家庭用据置機（ファミリーコンピュータ・スーパーファミコン）向けにて発売されたロトシリーズ三部作のタイトル5本（リメイク含む）をWiiに復刻移植し、1本に収録したもので、記念特典も同梱されている。キャッチコピーは「勇者、復刻」。テレビCMのナレーションは福山潤。
Wiiリモコン単独でもスーパーファミコン版の操作が可能（「べんりボタン」はAボタン、世界地図は-ボタンに配される）だが、人々の会話の記憶機能はWiiリモコン単独では使用できない。また、Bボタンを押すと操作方法の案内画面が表示される。
発売当時との情勢変化などに伴い、一部のメッセージ文が変更されている。また、ポケモンショックが起こった後の発売のため、点滅表現が削除されている。

## 収録タイトル
ファミリーコンピュータ版
- ドラゴンクエスト
- ドラゴンクエストII 悪霊の神々
- ドラゴンクエストIII そして伝説へ…

スーパーファミコン版
- ドラゴンクエストI・II
- スーパーファミコン ドラゴンクエストIII そして伝説へ…

### 中断データ
復活の呪文、冒険の書の再現に加え、各タイトルに1つずつ中断データを作成可能。収録タイトルのプレイ中に+ボタン（スーパーファミコン クラシックコントローラはSTARTボタン）を押すと「冒険を中断してセーブする」でいつでも中断出来る。
ただし、冒険の書も中断データに内包されるため、「冒険を中断してセーブする」ではなく冒険の書に記録したのちにホームボタンなどで終了後、「中断したところからはじめる」で再開すると以前中断したときの冒険の書の状態で上書きされてしまうため、公式サイトで注意を呼びかけている。

## 記念特典
ディスク収録
- 25周年記念 ドラゴンクエストI・II・III オープニングアニメ
- 「ドラゴンクエストX 目覚めし五つの種族 オンライン」特典映像
- ドラゴンクエストお宝資料集

同梱
- 復刻版攻略本「ファミコン神拳」
- 実物大！ちいさなメダル（初回特典）

## 関連商品
- Vジャンプブックス ドラゴンクエスト 25周年記念BOOK（2011年9月15日、集英社、ISBN 978-4-08-779605-6）
- SE-MOOK ドラゴンクエスト25周年記念 ファミコン&スーパーファミコン ドラゴンクエストI・II・III 公式ガイドブック（2011年9月15日、スクウェア・エニックス、ISBN 978-4-7575-3351-6）
- SE-MOOK ドラゴンクエスト25周年記念 ファミコン&スーパーファミコン ドラゴンクエストI・II・III 超みちくさ冒険ガイド（2011年10月15日、スクウェア・エニックス、ISBN 978-4-7575-3352-3）
- SE-MOOK ドラゴンクエスト25thアニバーサリー 冒険の歴史書（2011年11月10日、スクウェア・エニックス、ISBN 978-4-7575-3407-0）

また、ファミコン版の公式ガイドブック復刻版セットがスクウェア・エニックスのe-STOREで限定発売された。